# Berglasen

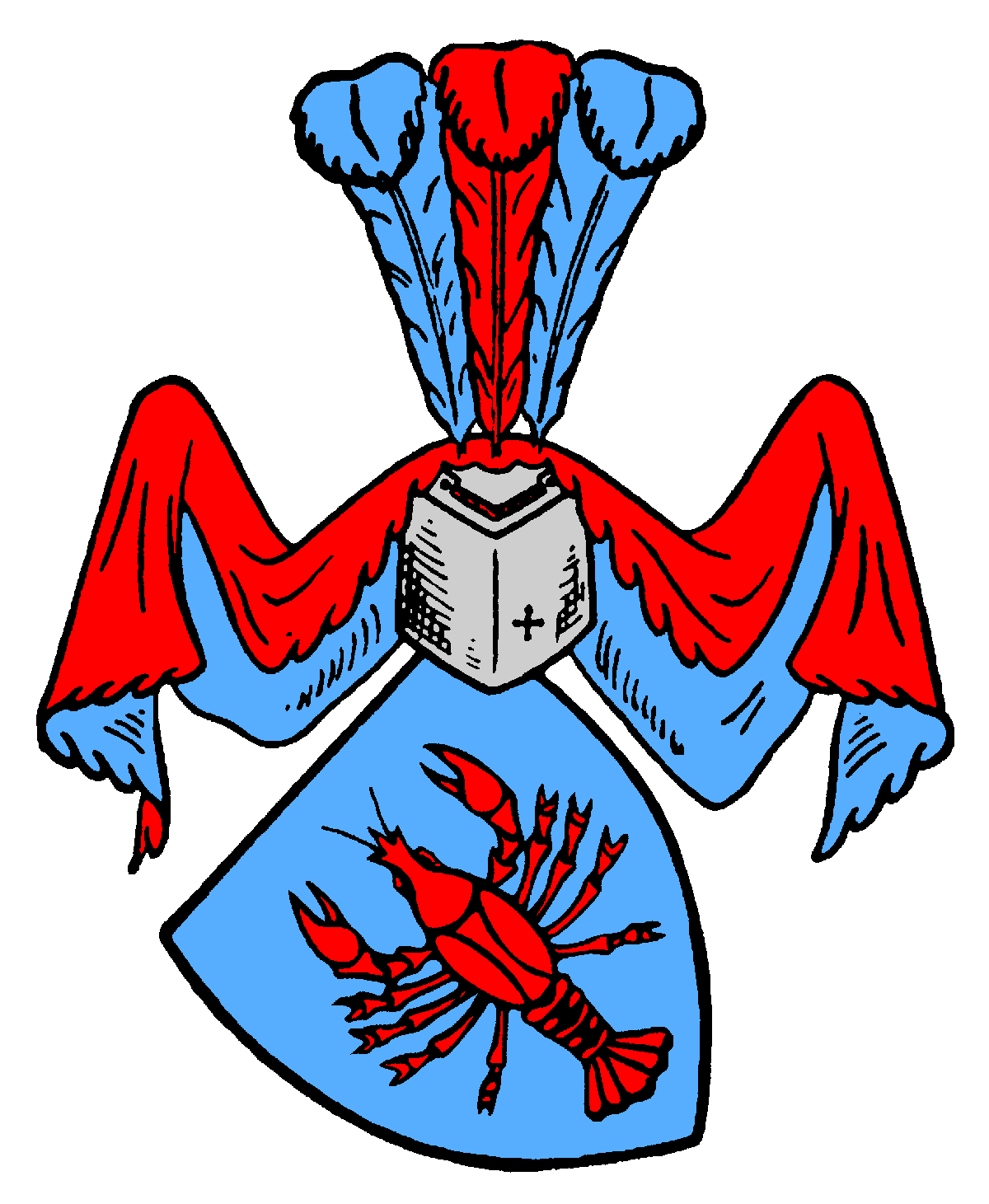
Wappen derer von Berglasen

Berglasen ist der Name eines erloschenen rügisch-pommerschen Adelsgeschlechts.

## Geschichte

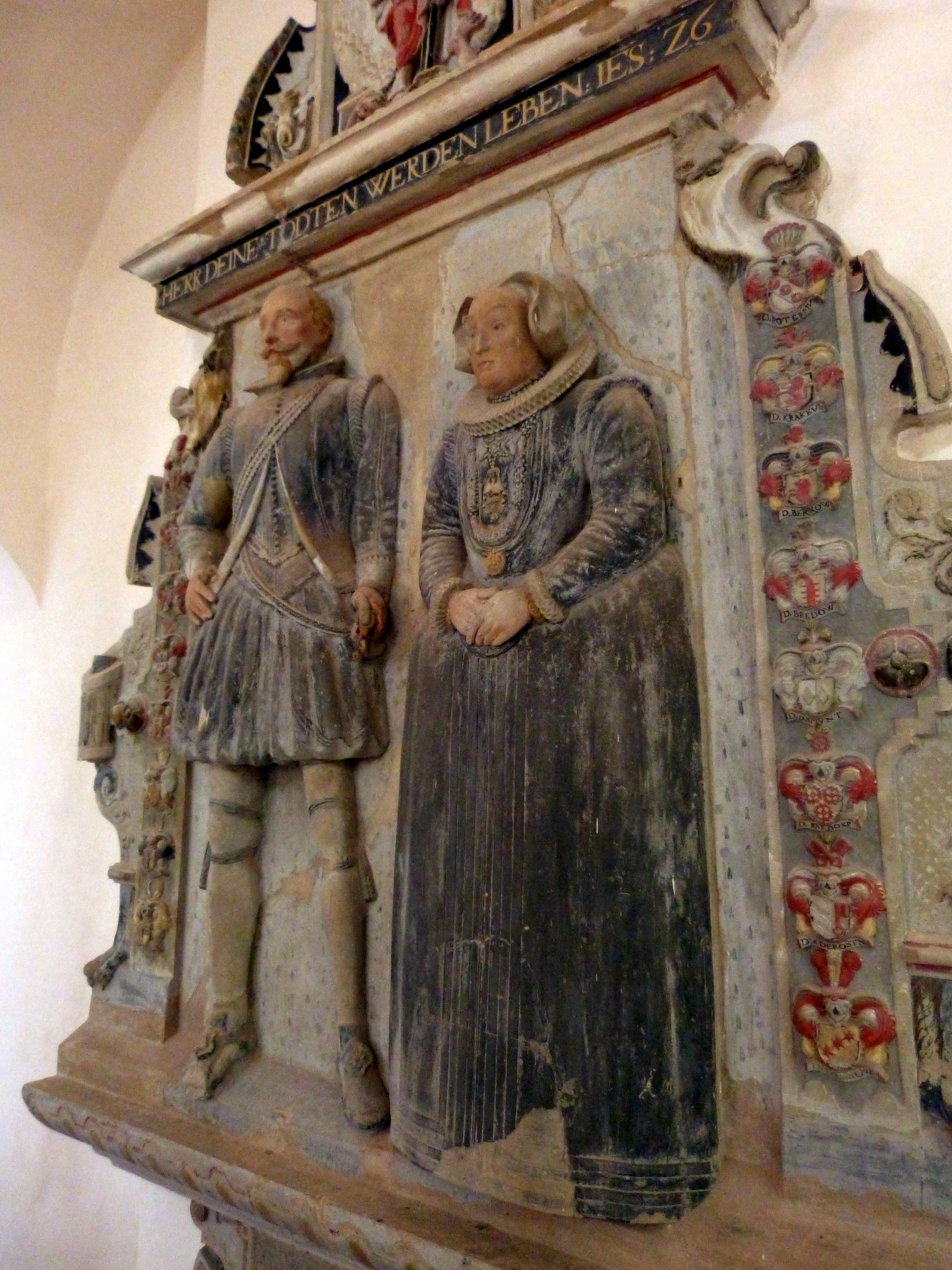
Epitaph des Ehepaars Berglase

Das Geschlecht wurde im Jahre 1350 zuerst urkundlich genannt, als Jacob Bergelaze seine Einkünfte aus seinem Dorf Gingst dem Stralsunder Bürger Johann Lütteke für 100 Mark verkauft. Erst 1468 trat die Familie erneut urkundlich in Erscheinung, als die Brüder Bergelase von Herzog Wartislaw X. das Dorf Vanzelvitz und den Hof Worke für die seinerzeit stattliche Summe von 1000 Mark erwarben. 1557 war Erich Bergelase Urkundenzeuge bei der Bestätigung von Herzog Johann Friedrich zum Bischof von Cammin. 1604 huldigten Henning auf Teschvitz, Sohn des Erich; Erich und Arnd auf Losentinz, Söhne des Balzer; Henning auf Labenitz, Sohn des Henning sowie Henning auf Schlagvitz, Sohn des Balzer. Für den Landrentmeister und Erbherrn auf Teschvitz Andreas von Berglasen († 1615) und dessen Frau Clara von Rotermund befindet sich auf der ersten nördlichen Empore in der Kirche Franzburg ein fast vier Meter hohes Epitaph aus Sandstein. Die Familie konnte zweimal das höchste Amt unter der Ritterschaft auf Rügen besetzten und stellte somit den Landvogt von Rügen. Noch 1687 hatten der Landrat Wilken von Berglasen, Erbherr auf Losenitz, Schlagvitz, Teschvitz sowie Buhse und Arend von Berglasen, Erbherr auf Lavenitz Ritter und Lehnpferde zu stellen. Wilken von Berglasen nahm in seiner Funktion als Landrat 1688 auch an der schwedischen Visitationskommission für das Obertribunal Wismar teil.
Mit dem Verkauf von Klotzow und einer Meierei zu Wangelkow im Jahre 1766 wurden die Bergelase in der Heimat zuletzt urkundlich genannt. Zwar sollen noch einige Söhne der Familie in kaiserlichen Diensten gestanden haben, gemeinhin wird jedoch von einem Ausgang des Geschlechtes zum Ende des 18. Jahrhunderts ausgegangen.

## Historischer Güterbesitz
auf Rügen
- Banzelvitz, Bergelas, Brusselvitz, Buhse, Ernevitz, Gingst, Kantzin, Keyseritz, Kransevitz, Lanevitz, Losentin,  Losentitz, Losevitz, Schlagvitz, Teschvitz und Work

in Neu-Vorpommern
- bis 1766 Klotzow und eine Meierei zu Wangelkow

## Wappen
Das Stammwappen zeigt in Blau einen mit den Scheren aufwärtsgekehrten roten Krebs. Auf dem Helm mit blau-silbernen Decken, drei (rot, blau, rot) Straußenfedern.

## Angehörige
- Andreas von Berglasen († 1615), Landrentmeister von Pommern-Wolgast
- Ernst von Berglasen († 1666), 1643–1664 Landvogt von Rügen
- Wilken von Berglasen, 1664–1694 Landvogt von Rügen, Landrat